# 杨嘉墀科技奖
杨嘉墀科技奖，是中国自动化学会与中国宇航学会为纪念杨嘉墀根据其遗愿及其家属的要求而共同设立的，颁发给在自动化领域及宇航控制领域内，从事学科理论与方法、技术与系统、工程与应用的研究及实践做出成绩科技人员，以及对学科发展、国民经济及国防建设有推动作用的科技工作者的奖项。该奖项于2007年7月15日得到批准成立。奖励范围为中国籍人士，含居住在台湾省和香港、澳门特别行政区以及侨居他国者。该奖每两年颁发一次，分一等奖、二等奖，其中每次一等奖不超过两个，二等奖若干个。

## 历届获奖名单
| 届次   | 年份   | 奖项   | 获奖者 | 所属单位                       |
| ------ | ------ | ------ | ------ | ------------------------------ |
| 第一届 | 2009年 | 一等奖 | 胡军   | 北京市控制工程研究所           |
| 第一届 | 2009年 | 一等奖 | 柴天佑 | 东北大学 (中国)                |
| 第一届 | 2009年 | 二等奖 | 李少远 | 上海交通大学                   |
| 第一届 | 2009年 | 二等奖 | 张学工 | 清华大学                       |
| 第一届 | 2009年 | 二等奖 | 侯增广 | 中国科学院自动化研究所         |
| 第二届 | 2011年 | 二等奖 | 李东旭 | 国防科学技术大学               |
| 第二届 | 2011年 | 二等奖 | 张洪华 | 北京控制工程研究所             |
| 第二届 | 2011年 | 二等奖 | 曾大军 | 中国科学院自动化研究所         |
| 第三届 | 2013年 | 一等奖 | 韩崇昭 | 西安交通大学                   |
| 第三届 | 2013年 | 一等奖 | 解永春 | 北京控制工程研究所             |
| 第三届 | 2013年 | 二等奖 | 朱纪洪 | 清华大学                       |
| 第三届 | 2013年 | 二等奖 | 郁文生 | 华东师范大学                   |
| 第四届 | 2015年 | 一等奖 | 吴澄   | 清华大学                       |
| 第四届 | 2015年 | 一等奖 | 姜杰   | 中国航天科技集团公司第一研究院 |
| 第四届 | 2015年 | 二等奖 | 王飞跃 | 中国科学院自动化研究所         |
| 第四届 | 2015年 | 二等奖 | 李忠奎 | 北京大学                       |
| 第四届 | 2015年 | 二等奖 | 王立   | 北京控制工程研究所             |